# The Booth at the End
The Booth at the End (lett. "Il tavolo là in fondo") è una serie televisiva di genere drammatico con elementi fantasy andata in onda in Nord America nel 2010. La prima stagione è stata interamente diretta da Jessica Landaw, mentre la seconda da Adam Arkin (anche coproduttore).
Creata da Christopher Kubasik, ha come protagonista Xander Berkeley, ed è andata in onda a partire dal 27 agosto 2010 sul canale canadese Citytv, e negli Stati Uniti su Hulu dall'11 luglio 2011.

## Trama
La serie segue il destino di un gruppo di sconosciuti che fanno dei patti con un uomo senza nome (Xander Berkeley), che sembra possedere il potere di far avverare un loro desiderio, in cambio di un compito da portare a termine che egli ogni volta assegna consultando la sua agenda. La tagline della serie è "fin dove saresti disposto a spingerti per ottenere quello che vuoi?". La serie si mette in mostra per un'ingegnosa messa in scena dove l'azione drammatica è interamente raccontata nelle conversazioni tra il misterioso uomo e i personaggi che prendono posto al tavolo in fondo alla tipica tavola calda, da cui il titolo, per fare patti con lui.

## Distribuzione
In Italia la prima stagione è stata è stata trasmessa su FX dal 7 all'11 marzo 2011. La seconda stagione, invece è ancora inedita.

## Curiosità
Nel 2017 il regista italiano Paolo Genovese ha preso ispirazione da questa serie per il suo film intitolato The Place.